# 海洋情報部
海洋情報部（かいようじょうほうぶ、英語表記: Hydrographic and Oceanographic Department）は、海上保安庁に設置されている内部部局のひとつ。海図や電子海図および水路誌などを用いての安全な航海に資する情報の提供、海底火山や漂流物に関する情報の速報、領海のための調査、海流・潮流の観測、航海に必要な天文情報の収集・提供を行う。1995年から国際水路機関の国際基準に沿って航海用電子海図をCD-ROM で発行するようになった。
組織としては旧日本海軍の水路部を母体としている。

## 所在地
東京都千代田区霞が関三丁目1番1号 中央合同庁舎第4号館

## 概要

### 主要業務
測量・観測業務
1. 水路測量 - 海図の基本情報のための海洋の測量と港湾の現状を把握し水路図誌などの最新版の提供のため、港湾測量、沿岸測量および補正測量を実施。
2. 地磁気測量 - 地磁気により磁針の示す方向や場所はそれぞれ異なり、年々変化するため八丈水路観測所で連続観測し5年ごとに地磁気図を作成する。
3. 海上重力測量 - 海上における重力の異常を調べる。
4. 海洋観測業務 - 海上交通の安全に資する海流などの現況を把握するため、調査研究と観測の実施。
5. 天文観測 - 各国の天文台と協力して天文観測を行い、特に星食観測を担当し、この分野に関しての世界における中央局業務を行う。
6. 潮汐観測 - 日本国内29箇所に験潮所を設け、潮汐表の精度向上や潮汐調和定数の算出、高潮や津波などの防災情報としての利用。
7. 潮流観測 - 船舶通航量の多い海峡、水道、港湾などで潮流予報の実施、潮流図の刊行など。
8. 海洋汚染調査 - 海洋汚染および海洋環境保全のための調査。

情報提供業務
1. 海図の編集・刊行 - 収集された各種情報資料を基に、安全な航海のために必要な海図の編集・刊行。
2. 潮汐表の編集・刊行 - 潮汐観測などで得られた情報資料を基に、主要港や瀬戸・狭水道の各種潮汐情報などを記した書籍の編集・刊行。
3. 水路書誌の編集・刊行 - 海洋観測、天文観測および港湾調査などの成果を利用して、水路書誌の編集・刊行。
4. 水路通報（英語版）の発行 - 水路図誌を最新の状態に維持するための情報、航路標識の変更、海上における工事や作業、自衛隊やアメリカ軍が実施する射爆訓練などに関する情報を提供するため、週1回の頻度で書籍およびインターネットで更新される水路情報の発行。各管区では管区水路情報を発行する。
5. 日本海洋データセンター - 日本唯一の総合的海洋情報データバンクである日本海洋データセンターの運営。
6. 海の相談室 - 海事専門家だけでなく海洋レジャー関係者、一般人からの質問などへの対応、各種成果発行物の閲覧や旧版海図の複写の実施。管区海上保安本部にも設置されている。

研究業務
1. 漂流予測モデル高度化の研究 - 人工衛星による海面水温データ、海面高度データなどの解析、水温・海流のより高度な海況把握の為の研究。
2. 海底把握に関わる研究 - 音響測深機、海底地震計、サイドスキャンソナー、音響測距装置などを用いて海底地形の状況把握に関する研究。
3. 測地・測量に関わる研究開発 - GPSやレーザー測距などによる測位技術の研究開発。

### 設置されている課の役割
海上保安庁の海洋情報部は6つの課から成り、各種事務を掌る。
- 海洋情報部の所掌事務に関する総合調整や海洋情報業務の実施に関する計画・監査、重要事項の企画・立案、船舶の整備計画・運用などを行う企画課。
- 海洋情報業務に関する技術についての企画・立案・調査・研究・技術改善、水路測量の許可、国際協力に関する実施や連絡調整などを行う技術・国際課。
- 水路の測量に関する事務を行う海洋調査課。
- 海象の観測、水路の測量および海象の観測に関連して行う海洋の汚染の防止のための科学的調査を行う環境調査課。
- 海洋に関する情報の収集・整理・保管・提供、国際間での情報交換などを行う海洋情報課。
- 水路図誌および航空図誌の調製・供給、水路通報（英語版）・航行警報・海象に関する情報の通報などを行う航海情報課。

## 年表
- 1945年（昭和20年）11月29日 - 日本海軍水路部が運輸省に移管され、運輸省水路部となる。
- 1948年（昭和23年）5月1日 - 海上保安庁が発足し、水路局となる。
- 1949年（昭和24年）6月1日 - 水路部に改組される。
- 1950年（昭和25年）7月16日 - 水路業務法が施行される。
- 1972年（昭和47年）11月27日 - 水路部の新庁舎が東京都中央区築地に竣工。
- 2002年（平成14年）4月1日 - 海洋情報部に改組される。
- 2011年（平成23年）12月12日 - 東京都江東区青海に竣工した国土交通省青海総合庁舎に移転[1]。同年3月の東日本大震災では建設中の同庁舎から出火した。
- 2016年（平成28年）5月9日 - 東京都千代田区霞が関の中央合同庁舎第4号館に移転[2]。

## 組織
- 企画課

海洋調査運用室
海洋情報資料館（青海庁舎：東京都江東区青海）
海洋情報企画官、海洋情報調整官
- 技術・国際課

海洋研究室
国際業務室
海洋情報渉外官、地震調査官、火山調査官
- 沿岸調査課

海洋防災調査室
- 大洋調査課

海氷情報センター
- 情報管理課

海洋情報管理官、海洋情報分析調整官、大陸棚情報管理官
- 情報利用推進課

水路通報室
海洋空間情報室

## 船舶
| 所属                   | 測量船           | 総トン数  | 長さ   | 幅    | 就役日         |
| ---------------------- | ---------------- | --------- | ------ | ----- | -------------- |
| 海洋情報部             | 平洋（HL11）     | 4,000トン | 103.0m | 16.0m | 令和2年1月29日 |
| 海洋情報部             | 光洋（HL12）     | 4,000トン | 103.0m | 16.0m | 令和3年3月16日 |
| 海洋情報部             | 昭洋（HL01）     | 3,000トン | 98.0m  | 15.2m |                |
| 海洋情報部             | 拓洋（HL02）     | 2,400トン | 96.0m  | 14.2m |                |
| 海洋情報部             | 明洋（HL03）     | 550トン   | 60.0m  | 10.5m |                |
| 海洋情報部             | 天洋（HL04）     | 430トン   | 56.0m  | 9.8m  |                |
| 海洋情報部             | 海洋（HL05）     | 550トン   | 60.0m  | 10.5m |                |
| 海洋情報部             | じんべい（HS11） | 5トン     | 11.0m  | 2.8m  |                |
| 第三管区海上保安本部   | はましお（HS31） | 67トン    | 27.8m  | 5.6m  |                |
| 第四管区海上保安本部   | いせしお（HS25） | 27トン    | 21.0m  | 4.5m  |                |
| 第五管区海上保安本部   | うずしお（HS23） | 27トン    | 21.0m  | 4.5m  |                |
| 第六管区海上保安本部   | くるしま（HS27） | 27トン    | 21.0m  | 4.5m  |                |
| 第七管区海上保安本部   | はやしお（HS26） | 27トン    | 21.0m  | 4.5m  |                |
| 第十管区海上保安本部   | いそしお（HS22） | 27トン    | 21.0m  | 4.5m  |                |
| 第十一管区海上保安本部 | おきしお（HS24） | 27トン    | 21.0m  | 4.5m  |                |